# Андалузская лошадь
Андалузская исп. Pura Raza Espanola — самая знаменитая из конских пород Испании, пользовавшаяся всемирной славой в XVI-XVIII веках. Андалузские лошади стояли в конюшнях практически всех европейских монархов и многих вельмож. Лошадей данной породы считали лучшими «для парада и для войны», фактически в те времена значение этой породы для мирового коневодства было сопоставимо со значением чистокровной верховой породы в более поздние эпохи. Андалузская лошадь идеально подходит для высшей школы верховой езды, именно эта сфера стала основной «специальностью» породы, в которой она совершенствовалась на протяжении веков. Изначально выездка имела тесные связи с военным искусством, тактикой ведения конного боя-поединка, где отзывчивость на средства управления, вёрткость, ловкость лошади, а возможно, и владение некоторыми школьными элементами давало преимущество всаднику. Позднее высшая школа верховой езды постепенно превратилась в чистое искусство, которое, однако же, имеет большое значение для правильного воспитания и формирования лошади.
Под сильным влиянием андалузской породы в период её расцвета сформировалась целая группа пород испанского типа, которых в наши дни стали именовать «породами барокко»: это ныне уже не существующая неаполитанская, фредериксборгская из Дании (сохранилась в небольшом числе до наших дней, но сильно изменилась из-за скрещиваний), липпицанская (знаменитые на весь мир лошади Венской школы), кладрубская. Фризской породе андалузская кровь придала высокий постав шеи и особую величественность. Несет в себе определённый шарм пород барокко и орловский рысак, хотя эта порода принадлежит другому типу и другой эпохе.

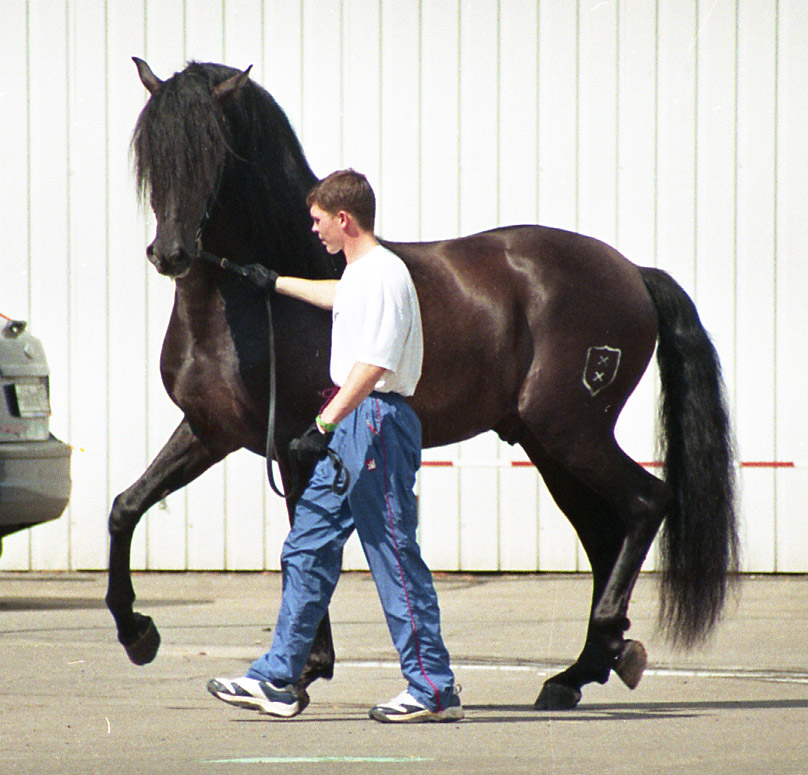
Лошадь Андалузской породы

Практически все породы Латинской Америки несут в себе ту или иную долю андалузской крови (и ту или иную долю крови других, менее «благородных» пород Испании и Португалии). В Северной Америке сильнее прослеживается влияние других европейских пород, но и там андалузские кони оставили свои гены. Испанские предки были и у таких пород Северной Америки, как кватерхорс, аппалуза, индейские пони.

Андалузская лошадь

В начале XIX века по ряду причин (наполеоновские войны, изменение тактики действия кавалерии, распространение ипподромов) андалузская лошадь была вытеснена со своих позиций чистокровной верховой породой, возглавляющей список пород-улучшателей и по сей день. Долгое время коневодство Испании находилось в упадке, однако во второй половине XX века к ней снова возник интерес, как и к другим «породам барокко». Сегодня андалузская порода — одна из самых популярных «любительских» пород в Западной Европе. В то же время испанские всадники выступают на андалузцах в конном спорте, успешно конкурирую с сегодняшними лидерами спортивной выездки — немецкими полукровными лошадьми.
Официальное испанское название породы — Pura Raza Espanola, сокращённо P.R.E. Для испанцев P.R.E. — это чистопородный представитель породы, о которой здесь идёт речь, а андалузская — в принципе любая лошадь из Андалузии. Отчасти использование этого названия — это стремление придать значимости породе. Однако во многих странах за пределами Испании исторически прижилось название породы «андалузская».
Андалузская лошадь может смело считаться одной самых красивых пород мира. Она не слишком крупна (обычно 155—160 см в холке), компактного телосложения, округлых форм. У неё благородная средней величины слегка горбоносая голова, очень высоко поставленная изогнутая шея с развитым гребнем, придающая облику лошади особую величественность, широкая грудь, округлые рёбра. Спина прямая, круп округлый, приспущенный, хвост приставлен довольно низко. Андалузские лошади отличаются природным высоким ходом. Отличительная особенность породы — пышные и длинные грива и хвост. Масть в основном серая, иногда гнедая и вороная.